# Oblast Silistra
Oblast Silistra ali Silistrska oblast (bolgarsko Област Силистра, Силистренска област) je ena izmed 28 oblasti Bolgarije, ki zavzema severozahodni del južne Dobrudže in je do 1940 pripadala Romuniji.
Leta 2011 je imela 119.474 prebivalcev na 2846 km² površine. Glavno mesto je Silistra.

## Upravna delitev
Oblast Silistra je razdeljena na 7 občin.
| Občina    | Cirilica         | Prebivalstvo 2011 | Upravno središče | Prebivalstvo 2011 |
| --------- | ---------------- | ----------------- | ---------------- | ----------------- |
| Alfatar   | Община Алфатар   | 3036              | Alfatar          | 1633              |
| Glavinica | Община Главиница | 10.930            | Glavinica        | 1569              |
| Dulovo    | Община Дулово    | 28.282            | Dulovo           | 6537              |
| Kajnardža | Община Кайнарджа | 5070              | Kajnardža        | 783               |
| Silistra  | Община Силистра  | 51.386            | Silistra         | 35.607            |
| Sitovo    | Община Ситово    | 5396              | Sitovo           | 847               |
| Tutrakan  | Община Тутракан  | 15.374            | Tutrakan         | 8641              |

## Mesta
| Narodna sestava v oblasti Silistra (2011) | Narodna sestava v oblasti Silistra (2011) | Narodna sestava v oblasti Silistra (2011) | Narodna sestava v oblasti Silistra (2011) | Narodna sestava v oblasti Silistra (2011) |
| ----------------------------------------- | ----------------------------------------- | ----------------------------------------- | ----------------------------------------- | ----------------------------------------- |
|                                           |                                           |                                           |                                           |                                           |
| Bolgari                                   | Bolgari                                   |                                           | 50.3%                                     | 50.3%                                     |
| Turki                                     | Turki                                     |                                           | 40.9%                                     | 40.9%                                     |
| Romi                                      | Romi                                      |                                           | 7.5%                                      | 7.5%                                      |
| ostali                                    | ostali                                    |                                           | 1.3%                                      | 1.3%                                      |

Alfatar, Glavinica, Dulovo, Silistra, Tutrakan
| Verska sestava v oblasti Silistra | Verska sestava v oblasti Silistra | Verska sestava v oblasti Silistra | Verska sestava v oblasti Silistra | Verska sestava v oblasti Silistra |
| --------------------------------- | --------------------------------- | --------------------------------- | --------------------------------- | --------------------------------- |
|                                   |                                   |                                   |                                   |                                   |
| Pravoslavni kristjani             | Pravoslavni kristjani             |                                   | 41.6%                             | 41.6%                             |
| Rimokatoliki                      | Rimokatoliki                      |                                   | 0.2%                              | 0.2%                              |
| Protestanti                       | Protestanti                       |                                   | 0.3%                              | 0.3%                              |
| Islamska vera                     | Islamska vera                     |                                   | 45.4%                             | 45.4%                             |
| Ne verni                          | Ne verni                          |                                   | 2.6%                              | 2.6%                              |
| Ostali                            | Ostali                            |                                   | 4.7%                              | 4.7%                              |

## Prebivalstvo
V oblasti Silistra prevladujejo Bolgari, sledijo jim Turki in Romi. Po popisu prebivalstva leta 2011 je prevladovala populacija muslimanov.

### Demografska slika
Kot je vidno iz tabele, se je prebivalstvo do leta 1985 zviševalo, potem pa začelo drastično padati.
| 1946    | 1965    | 1985    | 1992    | 2001    | 2011    |
| ------- | ------- | ------- | ------- | ------- | ------- |
| 152.287 | 170.442 | 174.122 | 161.063 | 142.000 | 119.474 |